# Cristóbal Colón (Carchi)
Cristóbal Colón ist eine Ortschaft und eine Parroquia rural („ländliches Kirchspiel“) im Kanton Montúfar der ecuadorianischen Provinz Carchi. Die Parroquia besitzt eine Fläche von 31,56 km². Die Einwohnerzahl lag im Jahr 2010 bei 2943.

## Lage
Die Parroquia Cristóbal Colón liegt in den Anden im Norden von Ecuador. Das Areal wird über den Río Apaquí zum Río Chota entwässert. Der etwa 2820 m hoch gelegene Hauptort befindet sich 2,5 km ostnordöstlich vom Kantonshauptort San Gabriel. Die Fernstraße E35 (Ibarra–Tulcán) führt an Cristóbal Colón vorbei.
Die Parroquia Cristóbal Colón grenzt im Osten an die Parroquia Chitán de Navarretes, im Südosten an die Parroquias Fernández Salvador und Piartal sowie im Südwesten und im Westen an das Municipio von San Gabriel.

## Orte und Siedlungen
Die Parroquia umfasst neben dem Hauptort noch sieben Comunidades: Chicho Caico, Cumbaltar, El Ejido, El Sixal, San Juan, San Miguel de Chitan de Queles und San Pedro de Chitan de Queles.

## Geschichte
Die Parroquia Cristóbal Colón wurde am 6. Mai 1931 gegründet. Die Parroquia trägt den spanischen Namen von Christoph Kolumbus.